# Klaipėdos Neptūnas
Maillots
Le Krepšinio klubo „Neptūnas“ (Club Neptune de basket-ball) est un club lituanien de basket-ball évoluant dans la ville de Klaipėda et participant à la LKL soit le plus haut échelon du championnat lituanien.
Ses bonnes performances en championnat lui accordent également fréquemment sa place en Ligue Baltique.

## Bilan sportif

### Palmarès
| Compétitions nationales                                        | Compétitions internationales |
| - Championnat du RSS de Lituanie (1) : - Vainqueur (1) : 1962. | - Néant                      |

## Joueurs et personnalités du club

### Entraîneurs
Le tableau suivant présente la liste des entraîneurs du club depuis 1964.
| Rang | Nom                   | Période   |
| ---- | --------------------- | --------- |
| 1    | Robertas Usaris       | 1964-1968 |
| 2    | Antanas Kašiuba       | 1968-1974 |
| 3    | Saulius Vilkas        | 1974-1983 |
| 4    | Eugenijus Milkontas   | 1983-1993 |
| 5    | Stasys Kaupys         | 1993-1995 |
| 6    | Grigorijus Pancerovas | 1995-1996 |

| Rang | Nom                   | Période   |
| ---- | --------------------- | --------- |
| 7    | Rimas Girskis         | 1996-1999 |
| 8    | Grigorijus Pancerovas | 1999-2004 |
| 9    | Robertas Kuncaitis    | 2004-2005 |
| 10   | Dean Murray           | 2005-2006 |
| 11   | Robertas Kuncaitis    | 2006-2007 |
| 12   | Aloyzas Rudys         | 2007-2008 |

| Rang | Nom                | Période   |
| ---- | ------------------ | --------- |
| 13   | Rytis Vaišvila     | 2008-2009 |
| 14   | Paulius Juodis     | 2009-2010 |
| 15   | Rytis Vaišvila     | 2010      |
| 16   | Robertas Kuncaitis | 2010-2011 |
| 17   | Paulius Juodis     | 2011-2012 |
| 18   | Osvaldas Kurauskas | 2012      |

| Rang | Nom               | Période   |
| ---- | ----------------- | --------- |
| 19   | Kazys Maksvytis   | 2012-2015 |
| 20   | Dainius Adomaitis | 2015-2017 |
| 21   | Kazys Maksvytis   | 2017-2019 |
| 22   | Tomas Rinkevičius | 2019-2020 |
| 23   | Jurica Žuža       | 2020-     |

### Joueurs emblématiques

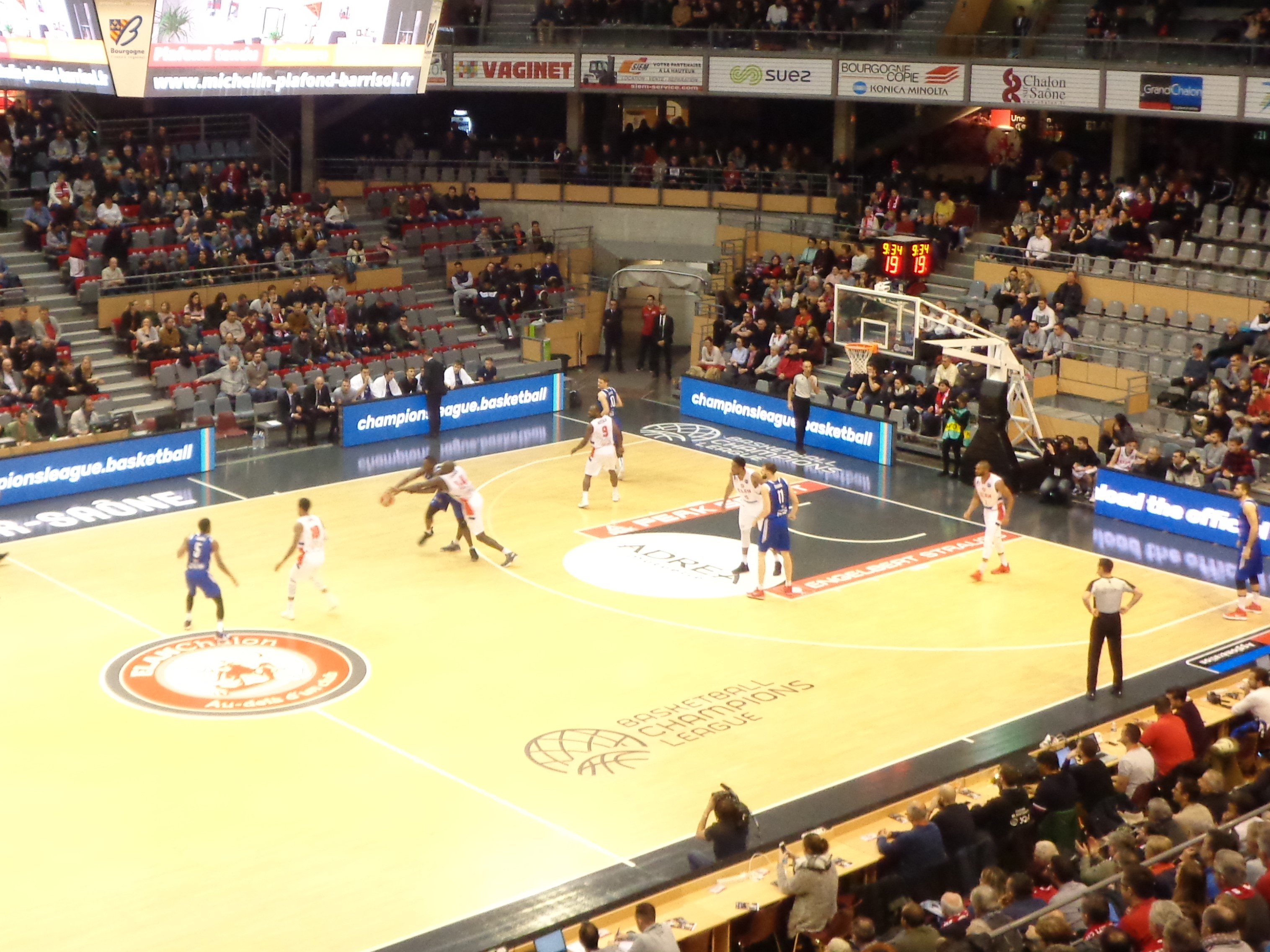
Klaipėdos Neptūnas en Ligue des Champions contre l'Élan chalonnais, le 12 décembre 2017.

- Gilvydas Biruta
- Arvydas Macijauskas
- Eurelijus Žukauskas
- / Jerry Johnson
- Daniel Ewing
- Chris Lofton